# Columbia (canción de Quevedo)
«Columbia» es una canción del cantante español Quevedo. Es el primer trabajo en solitario desde el lanzamiento de su primer álbum Donde quiero estar.

## Antecedentes y lanzamiento
Esta canción salió a la luz el 5 de mayo de 2023 en el concierto de Quevedo en el WiZink Center. Al acabar el show, sonó el principio de la canción y sobre las pantallas se podía ver el siguiente mensaje: "COLUMBIA - VERANO 2023". En los próximos conciertos y festivales volvió a hacer lo mismo.
Algunos días antes de anunciar la fecha de lanzamiento oficial del sencillo, se empezó a rumorear que estaría a punto de publicarse gracias a las pistas que Quevedo fue dejando en sus redes sociales.
Durante su actuación en La Velada del Año III, el 1 de julio de 2023, el cantante detuvo el show para confirmar que "Columbia" saldría la próxima semana. Además, ofreció en directo un adelanto de una parte de la canción.
Finalmente la canción se lanzó el 7 de julio de ese mismo año.

## Vídeo musical
El vídeo musical se lanzó simultáneamente junto a la canción, y fue rodado en Barcelona. En él se representa una historia de amor entre Quevedo y la actriz Martina Cariddi.
El videoclip obtuvo 3.5 millones de visualizaciones en sus primeros cuatro días.

## Recepción

### Desempeño comercial
El sencillo logro posicionarse en las listas de éxitos de varios países y en el Top 50 Global de Spotify, alcanzando la posición número seis en este último y acumulando más de 30 millones de reproducciones en sus primeros diez días.

## Posicionamiento en las listas

### Semanales
| Listas (2023)                     | Mejor posición |
| --------------------------------- | -------------- |
| América Latina (Monitor Latino)   | 19             |
| Argentina (Monitor Latino)        | 1              |
| Argentina Hot 100 (Billboard)     | 4              |
| Bolivia (Billboard)               | 3              |
| Bolivia (Monitor Latino)          | 4              |
| Centroamérica (Monitor Latino)    | 3              |
| Chile (Billboard)                 | 2              |
| Chile (Monitor Latino)            | 6              |
| Colombia (Billboard)              | 7              |
| Colombia (Promúsica)              | 7              |
| Costa Rica (FONOTICA)             | 4              |
| Costa Rica (Monitor Latino)       | 4              |
| Ecuador (Billboard)               | 2              |
| Ecuador (Monitor Latino)          | 4              |
| El Salvador (Monitor Latino)      | 2              |
| España (Billboard)                | 1              |
| España (PROMUSICAE)               | 1              |
| Global 200 (Billboard)            | 17             |
| Global 200 Excl. U.S. (Billboard) | 7              |
| Guatemala (Monitor Latino)        | 19             |
| Honduras (Monitor Latino)         | 1              |
| Hot Latin Songs (Billboard)       | 33             |
| Italia (FIMI)                     | 48             |
| México (Billboard)                | 17             |
| Panamá (Monitor Latino)           | 2              |
| Panamá (PRODUCE)                  | 22             |
| Paraguay (Monitor Latino)         | 2              |
| Perú (Billboard)                  | 2              |
| Perú (Monitor Latino)             | 3              |
| Portugal (AFP)                    | 34             |
| República Dominicana (SODINPRO)   | 6              |
| Uruguay (Monitor Latino)          | 1              |
| Venezuela (National Report)       | 5              |

### Mensuales
| Listas (2023)  | Mejor posición |
| -------------- | -------------- |
| Paraguay (SGP) | 2              |
| Uruguay (CUD)  | 1              |

### Anuales
| Listas (2023)       | Mejor posición |
| ------------------- | -------------- |
| España (PROMUSICAE) | 8              |

## Certificaciones
| País   | Organismo certificador | Certificación | Ventas certificadas | Ref.   |
| ------ | ---------------------- | ------------- | ------------------- | ------ |
| España | PROMUSICAE             | 11× Platino   | 660 000             | [ 25 ] |
| Italia | FIMI                   | 1× Platino    | 100 000             | [ 45 ] |